# 伊達軍曹
伊達 軍曹（だて ぐんそう、1967年11月 - ）とは日本の自動車評論家である。東京都杉並区出身。

## 来歴
1967年11月、東京都杉並区にて生まれた。男4人兄弟の末っ子である。父は自営業。家にはトヨタ・パブリカがあった（本人は知らなかったが写真により判明）。
西田幼稚園に通っており、その頃の自家用車は、トヨタ・クラウン（クジラクラウン）だった。だが、父が営んでいたビジネスが暗礁に乗り上げたため、ある日突然、クラウンがトヨタ コロナに変わっていた。
そして杉並区立西田小学校に入学するにあたり、
「新品のランドセルを買ってもらうことができなかった。そのため兄のお古である黒いランドセル（少々キズ有り）を背負って、入学式に臨んだ。わたしはその中古ランドセルに対して特に何の感情も抱いていなかった。だが学友に教室内でそれを馬鹿にされたことにより、わたしは初めて「ああ、そうか。中古のランドセルを背負う新1年生というのは“みじめ”なのか」
と理解した。理解した途端、涙が出たという。
「勉学に熱心な小学生」とは言いがたく、むしろ授業中なども絵ばかり描いていた少年だったが、学業成績は悪くはなかった。今の言葉で言う学級委員（当時は級長）も、1期か2期ほど務めた。身長は175cmで止まっている。「わたしは大した才能も能力もない、愚鈍な、さらに言えば勘違いもはなはだだしかった馬鹿者であり、どこにでもいるオーディナリーな人間でしかない」と20歳前後にそのことに気づいた。
学校を卒業すると、サラリーマンとなった。
入った会社は、最近では入社するのがけっこう難しい人気企業となっているそうだが、入社した頃は「履歴書に自分の名前を間違わずに書ければ入れる」ぐらいのレベル感だった。本人は会社に「腰掛け」的なつもりで入社していた。
25歳頃までクルマにはほとんど興味がなかった。
サラリーマン時代になりたかったのは音楽家（ロック音楽を演奏するギタープレーヤー）であったため、渋谷にあった会社にネクタイを締めて通うかたわら、バンドのリハーサルとリサイタルに精を出した。
「イカ天」にも二度ほど出場した。しかし、才能がないことに気づき、バンドをやめ、腰掛けである会社員が本職になったがサラリーマンにあまり向いていなかったため、辞表を提出した。
　25歳ぐらいの頃、「輸入車」を扱う雑誌の編集記者になりたいと思い、NAVIに履歴書を送った。しかし、NAVIからの声がかからず、自動車とは関係ない出版社を含む各所に履歴書を送ることになった。しかし28歳の未経験者であるため、ほとんどの出版社から門前払いを喰らい、唯一、今では倒産している五流自動車系出版社に入ることとなった（ただし、本人曰く、社内環境は劣悪であったという)。
2，3年で編集長となり、予算内で良い編集ができるよう改革した。清水草一は、この頃からファンであったが、所属する雑誌が一流ではなかったのでまだ寄稿をお願い出来なかったという。比較的まともな雑誌をその出版社が作り始めてから清水には執筆をお願いすることができたという。
その後、伊達が会社を辞めると、清水と共同で編集プロダクション「有限会社フォッケウルフ」を立ち上げることになった。資本金を折半して拠出し、清水が「プレジデント」を名乗り、伊達が「エディトリアルプレジデント」なる肩書の名刺を作り、2005年11月に有限会社フォッケウルフが本格的に始動した。
現在の筆名である「伊達軍曹」はこの頃、決まった。
フォッケウルフが始まったものの、仕事がまったく無かったため、発足月、永福町にあった事務所の掃除ばかりをしていた。また当初はお金がなかったため、メルセデスベンツ・190Eにずっと乗っていた。だが、ベストカーやＣＡＲトップなどに営業をかけると、功を奏し、会社が順調に成長していった。
その後出版社に舐められたくなかったため、アルピナB3や、IWC、ロレックスを買ったが、将来に不安を抱え売ることになった。
2008年から2011年には編集デスクとして「IMPORTカーセンサー」（リクルート）の創刊準備および編集運用を業務委託として担当している。

## 名前の由来
ライターではなく編集者であったため、筆名を使って前面に出るつもりはいっさいなかったのだが、清水草一に「何か筆名を作ったほうがいい」と言われ、「そうですねぇ……わたしは東京出身ですが、先祖が宮城県なので、たとえば『伊達』でどうでしょうか？　そして、伊達……軍曹？　意味わかんないですけど」「うむ、軍曹というのはいいな！　なんかこう威張ってない感じがあってイイと思う。では『伊達軍曹』で行こうじゃないか！」と永福町駅前の焼鳥店「串善」にて決定した。ただし、この名が使われるのは6年後となる。

## 愛車遍歴
- 1987年式ルノー・５バカラ（5MT、中古）
- 1996年式ルノー メガーヌ クーペ16V（中古）
- 1987年式メルセデス・ベンツ190E 2.3-16（中古）
- アルピナ・Ｂ3　Ｓ（E46、走行距離一万キロの中古。600万円ほどだった）
- BMWミニ・クーパー（R50、ホワイト、5MT、走行距離2万キロの中古車）
- ポルシェ・911カレラ２（964型、200万円ちょっと、中古）
- アルファロメオ・GTV（100万円程、中古）
- メルセデスベンツ・SLKクラス（80万円、中古）
- シトロエン・2CV（70万円、中古）
- ランチア・デルタHFインテグラーレエボ２（250万円程、中古）
- ルノー メガーヌ R.S.モナコGP（300万円、中古）
- ルノー・カングー（100万円、中古）
- マツダ・ロードスターNA(100万円、中古）
- スバル・XV（初の新車）
- スバル・レヴォーグSTI SPORT EX(新車)[7]